# 김일성이 죽던 해
“김일성이 죽던 해”는 대한민국의 싱어송라이터 천용성의 첫 정규 음반이다. 2019년 6월 26일 포크라노스를 통하여 음원으로, 7월 1일에는 비스킷 사운드를 통해 음반으로 발매하였다.

## 평가
| 전문가 평가 | 전문가 평가 |
| 평가 점수   | 평가 점수   |
| 출처        | 점수        |
| ----------- | ----------- |
| IZM         | [ 1 ]       |

“김일성이 죽던 해”는 음악 평단으로부터 좋은 평가를 받았다. 이즘의 김도헌은 "김일성이 죽던 해도, 김정일이 죽던 해도, 우리는 계속 살아갔고 음악을 들었다."고 언급하며 별 다섯 개 중 세 개 반을 점수로 매겼다.

## 트랙 리스트
전체 작사·작곡: 천용성
| #            | 제목                                       | 편곡                    | 재생 시간 |
| ------------ | ------------------------------------------ | ----------------------- | --------- |
| 1.           | 〈상처〉                                   | 천용성 단편선           | 3:09      |
| 2.           | 〈김일성이 죽던 해〉                       | 천용성 단편선           | 4:51      |
| 3.           | 〈대설주의보〉                             | 천용성 단편선           | 4:16      |
| 4.           | 〈동물원〉                                 | 천용성 단편선 FIRST AID | 5:08      |
| 5.           | 〈순한글〉                                 | 천용성 단편선 FIRST AID | 3:10      |
| 6.           | 〈난 이해할 수 없었네〉 (feat. 곽푸른하늘) | 천용성 단편선           | 4:39      |
| 7.           | 〈전역을 앞두고〉 (feat. 도마)             | 천용성 단편선 FIRST AID | 4:33      |
| 8.           | 〈사기꾼〉                                 | 천용성 단편선           | 5:11      |
| 9.           | 〈딴생각〉                                 | 천용성 단편선           | 3:12      |
| 10.          | 〈나무〉 (feat. 비단종)                    | 천용성 단편선           | 3:45      |
| 11.          | 〈울면서 빌었지〉                          | 천용성 단편선           | 3:58      |
| 총 재생 시간 | 총 재생 시간                               | 총 재생 시간            | 45:52     |

## 참여진
크레딧은 포크라노스에서 발췌하였다.
| 음악 - 프로듀서: 단편선 - 작사·작곡: 천용성 - 편곡: 천용성, 단편선, FIRST AID (4, 5, 7) - 노래: 천용성, 곽푸른하늘 (6), 도마 (7), 비단종 (10) - 코러스: 단편선, 도마 (3) - 기타: 천용성 (1, 2), 류준 (3), 단편선 (5, 6, 7, 10) - 베이스: 정수민 (2, 10), 박준철 (3) - 건반: 유지완 (2, 3), 조가희 (8, 9, 11) - 드럼: 김영훈 (3), 단편선 (8) - 퍼커션: 단편선 (2), 김영훈 (3) - 오보에: 이소림 (1) | 기타 - 녹음: 천용성·단편선@Sound Solution, 동찬@S3 Studio (8, 9, 11) - 믹싱: 천학주@Mushroom Recording Studio (1, 2, 3, 6, 10), FIRST AID (4, 5, 7), 천용성·단편선 (8, 9, 11) - 마스터링: 강승희@Sonic Korea Mastering Studio - 디자인: Frog Dance 김승후 - 영상: TEAM2470 - 연기: 박보연 - 공연 기획·연출: 튜나레이블 - 영문 번역: 배수현 - 온라인 배급: 포크라노스 - 오프라인 배급: 비스킷 사운드 |